# منگان
منگان (به لاتین: Mangan) یک منطقهٔ مسکونی در افغانستان است که در ولایت بادغیس واقع شده‌است.